# جایزه (فیلم ۱۹۶۳)
جایزه (انگلیسی: The Prize) یک فیلم جاسوسی به کارگردانی مارک رابسون است که در سال ۱۹۶۳ منتشر شد.

## بازیگران
- پل نیومن
- ادوارد جی. رابینسون
- الکه زومر
- دایان بیکر
- میشلین پرل
- ژرار آوری
- سرجیو فانتونی
- کوین مک‌کارتی
- لئو جی. کارول
- گرگ پالمر
- ساشا پیتوئف
- John Wengraf
- Don Dubbins
- ادیث اوانسون
- گرگ پالمر
- ژاکلین بیر
- جان بنر
- جان کوالن
- کارل سونسون
- ویرجینیا کریستین